# Municipio de Pierce (condado de Lawrence)
El municipio de Pierce (en inglés: Pierce Township) es un municipio ubicado en el condado de Lawrence en el estado estadounidense de Misuri. En el año 2010 tenía una población de 6586 habitantes y una densidad poblacional de 63,51 personas por km².

## Geografía
El municipio de Pierce se encuentra ubicado en las coordenadas 36°57′25″N 93°58′20″O / 36.95694, -93.97222. Según la Oficina del Censo de los Estados Unidos, el municipio tiene una superficie total de 103.69 km², de la cual 103.38 km² corresponden a tierra firme y (0.3%) 0.31 km² es agua.

## Demografía
Según el censo de 2010, había 6586 personas residiendo en el municipio de Pierce. La densidad de población era de 63,51 hab./km². De los 6586 habitantes, el municipio de Pierce estaba compuesto por el 90.46% blancos, el 0.39% eran afroamericanos, el 0.88% eran amerindios, el 0.58% eran asiáticos, el 0.12% eran isleños del Pacífico, el 5.66% eran de otras razas y el 1.9% pertenecían a dos o más razas. Del total de la población el 12.91% eran hispanos o latinos de cualquier raza.